# Orly-sur-Morin
Orly-sur-Morin ist eine französische Gemeinde im Département Seine-et-Marne in der Île-de-France. Sie gehört zum Kanton Coulommiers im Arrondissement Provins. Sie grenzt im Norden an Bussières, im Nordosten an Bassevelle, im Osten an Boitron, im Süden an La Trétoire, im Südwesten an Doue und im Westen an Saint-Ouen-sur-Morin. Die Bewohner nennen sich Orlysiens.

## Geographie
Orly-sur-Morin liegt etwa 40 Kilometer nördlich von Provins am Petit Morin. 

## Bevölkerungsentwicklung
| Jahr      | 1962 | 1968 | 1975 | 1982 | 1990 | 1999 | 2008 | 2014 | 2022 |
| --------- | ---- | ---- | ---- | ---- | ---- | ---- | ---- | ---- | ---- |
| Einwohner | 226  | 272  | 284  | 287  | 468  | 561  | 650  | 681  | 660  |

## Sehenswürdigkeiten

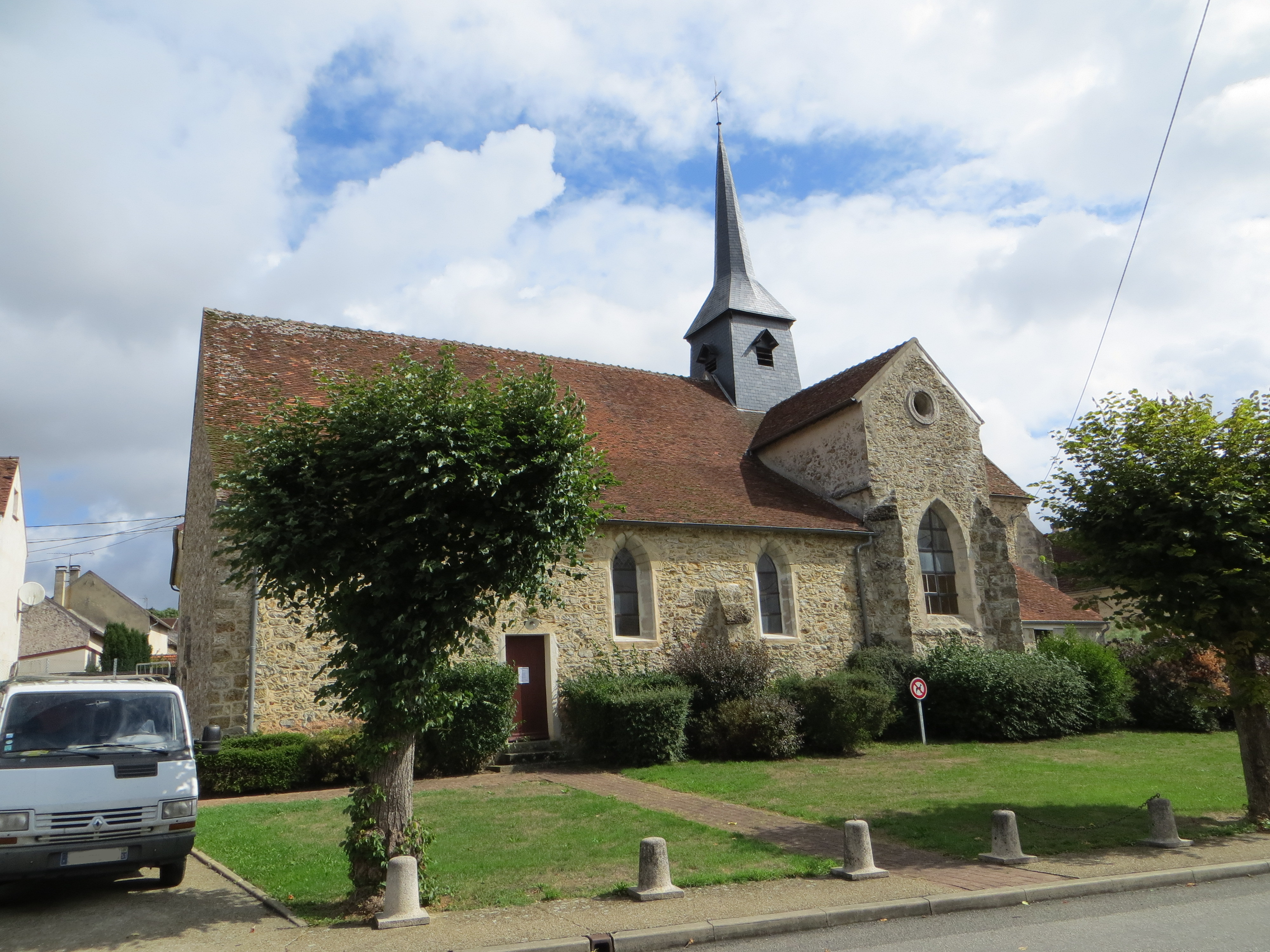
Kirche Saint-Pierre-Saint-Paul

siehe: Liste der Monuments historiques in Orly-sur-Morin
- Kirche Saint-Pierre-Saint-Paul
- Kapelle Saint-Quentin